# 亚美尼亚的圣额我略堂
亚美尼亚的圣额我略堂（Chiesa di San Gregorio Armeno）是一座罗马天主教教堂，位于意大利那不勒斯亚美尼亚的圣额我略街（Via San Gregorio Armeno），法庭街与大圣保禄圣殿以南。这是那不勒斯最重要的巴洛克建筑之一。

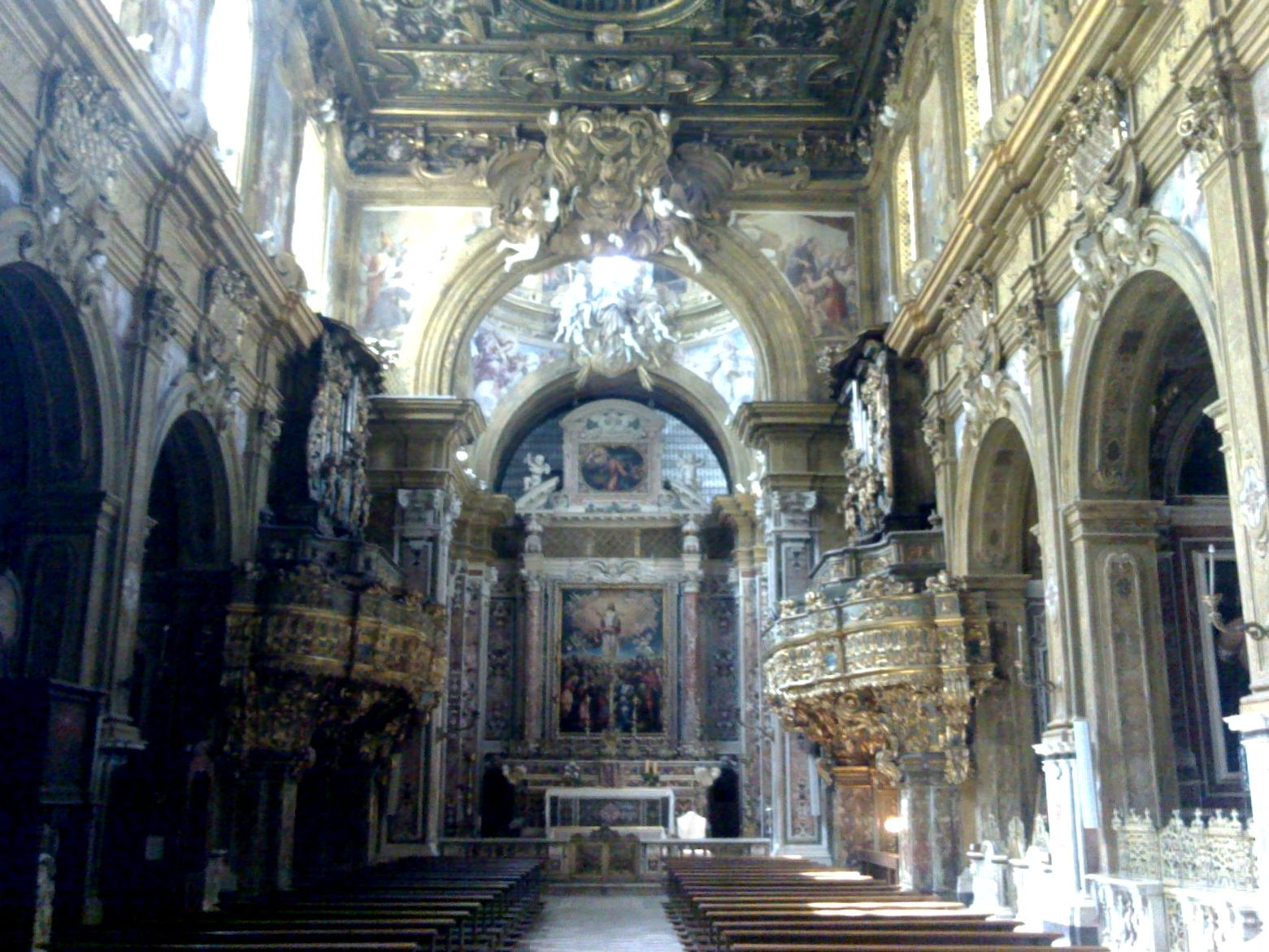
nave

在8世纪，毁坏偶像法令使得希腊的许多修会逃离拜占庭帝国，前往其他地方寻求庇护。亚美尼亚的圣额我略堂由一群逃离拜占庭帝国的修女建于10世纪，建在刻瑞斯神庙的遗址上。她们带来了亚美尼亚的圣额我略的遗骨。
目前的教堂建于1574年，五年后祝圣。内部有著名的神圣楼梯，修女们在忏悔时使用。